# عشق پنهانی (مجموعه تلویزیونی ارمنستانی)
عشق پنهانی (ارمنی: Թաքնված սեր؛ Taknvatz Ser) یک مجموعه تلویزیونی ملودرام عاشقانه ارمنستانی می‌باشد. این مجموعه از روز ۲۵ آوریل ۲۰۱۶ از شانت تی‌وی شروع به نمایش درآمد. بیشتر داستان این مجموعه در ایروان در ارمنستان اتفاق می‌افتد. 

## بازیگران

### نقش اصلی
- آشوت تر-ماتئوسیان[الف] در نقش داویت کاراپتیان[ب]
- گایانه بالیان[پ] در نقش آنا دنیلیان[ت]
- گنل اولیخانیان[ث] در نقش سوس کاراپتیان[ج]
- ماریام آدامیان[چ] در نقش ساتن دانیلیان[ح]
- داویت آقاجانیان[خ] در نقش لوون کاراپتیان[د]
- سوفیا بوغوسیان[ذ] در نقش مانه دانیلیان[ر]
- موراد نادیریان[ز] در نقش واهه خاچاطریان[ژ]
- نلی خرانیان[س] در نقش الئنا دانیلیان[ش]
- داویت هاکوبیان[ص] در نقش آرشاک[ض]
- اینا خوجایریان[ط] در نقش لیزا کاراپتیان / آنی[ظ]
- میلنا وارطانیان[ع] در نقش نیکا[غ]
- لوسینه هواکیمیان[ف] در نقش مانان[ق]
- تاتئو میروزیان[ک] در نقش سیوزان[گ]
- سورن توماسیان (بازیگر)[ل] در نقش آتوم بادالیان[م]
- اولگا هاکوبیان[ن] در نقش کارینه مارگاریان[و]
- ساموئل آساطریان[ه] در نقش آرتاک مارگاریان[ی]

## یادداشت
1. ↑  Ashot Ter-Matevosyan
2. ↑  David Karapetyan
3. ↑  Gayane Balyan
4. ↑  Anna Danielyan
5. ↑  Gnel Ulikhanyan
6. ↑  Sos Karapetyan
7. ↑  Mariam Adamyan
8. ↑  Saten Danielyan
9. ↑  David Aghajanyan
10. ↑  Levon Karapetyan
11. ↑  Sofya Poghosyan
12. ↑  Mane Danielyan
13. ↑  Murad Nadiryan
14. ↑  Vahe Khachatryan
15. ↑  Nelli Kheranyan
16. ↑  Elena Danielyan
17. ↑  Davit Hakobyan
18. ↑  Arshak
19. ↑  Inna Khojamiryan
20. ↑  Liza Karapetyan / Ani
21. ↑  Milena Vardanyan
22. ↑  Nika
23. ↑  Lusine Hovakimyan
24. ↑  Manan
25. ↑  Tatev Mirzoyan
26. ↑  Syuzan
27. ↑  Suren Tumasyan
28. ↑  Atom Badalyan
29. ↑  Olya Hakobyan
30. ↑  Karine Margaryan
31. ↑  Samvel Asatryan
32. ↑  Artak Margaryan